# Kyndryl
Kyndryl ist ein Unternehmen im Bereich der IT-Infrastruktur, das im September 2021 aus der Abspaltung eines großen Teils der bisherigen IBM (frühere Managed Infrastructure Services) entstand.

## Firmenprofil
Es umfasst den Betrieb und Beratung von IT-Infrastruktur wie Netzwerke, Großrechner, Datenspeicher, PCs oder Rechenzentren sowie Anwendungen für rund 4600 Kunden in über 100 Ländern mit ca. 19 Milliarden Dollar Jahresumsatz. Der Fokus des Unternehmens Kyndryl liegt auf dem Betrieb, dem Ausbau und Einrichtung der Infrastruktur sowie der Hardware von Kunden. IBM als Kernkonzern wird sich der „Cloud“ widmen und der Software des Konzerns.
Kyndryl verfügt über 90.000 Mitarbeiter und bedient 75 der Fortune-100-Unternehmen. Insgesamt zählen rund 4600 existierende Kunden zum Kundenstamm. Das Unternehmen erhielt von der IBM ein Gesamtportfolio von über 3000 Patenten.
Mit der Ausgliederung wird IBM von einem Unternehmen, das die Hälfte seines Umsatzes mit Dienstleistungen erzielt, zu einem Unternehmen, bei dem mehr als 50 % des Umsatzes aus wiederkehrenden Einnahmen stammen. Die Kosten der Ausgliederung liegen laut IBM geschätzt bei fünf Milliarden Dollar.
Sitz des Unternehmens ist New York City im Bundesstaat New York. Als Führungsgremium sind folgende Personen benannt:
- Group President: Elly Keinan
- Chief Executive Officer: Martin Schroeter
- Chief Marketing Officer: Maria Bartolome Winans

Der Name Kyndryl soll laut Ankündigung Assoziationen von „echter Partnerschaft und Wachstum“ wecken. Das Kunstwort ist eine moderne Adaption von zwei Wörtern, die für die Identität und Mission des neuen Unternehmens von zentraler Bedeutung sind. „Kyn“ leitet sich vom Wort „kinship“ (Verwandtschaft) ab und verweist auf die Überzeugung, dass die Beziehungen zu den Menschen – Mitarbeitern, Kunden und Partnern – im Mittelpunkt der Strategie stehen und dass dauerhafte Beziehungen aufgebaut und gepflegt werden müssen. „Dryl“ kommt von „tendril“ (Ranke) und erinnert an neues Wachstum und die Idee, dass das Unternehmen – zusammen mit Kunden und Partnern – immer daran arbeitet, den menschlichen Fortschritt voranzutreiben.
Kyndryl Deutschland wird von Stephen Leonard als President Kyndryl Germany verantwortet.
Kyndryl ALPS (Schweiz und Österreich) wird von Maria Kirschner als Vice President & General Manager verantwortet.

## Kritik
Im Jahr 2024 geriet der Konzern in die Kritik, nachdem er sämtliche Tarifverträge kündigte, wovon drei Firmen und rund 700 Beschäftigte in Deutschland betroffen sind.